# Vuurtoren aan het Flaauwe Werk
De vuurtoren aan het Flaauwe Werk, ook wel ijzeren baken genoemd, was een achtkantige gietijzeren vuurtoren aan het Flaauwe Werk bij Ouddorp.
In de nabije omgeving van de toren stond sinds 1819 een houten baken die samen met de Toren van Goedereede een lichtenlijn vormde voor het scheepvaartverkeer door het Slijkgat. Toen deze houten constructie instortte werd een stenen baken uit 1742 ingericht als lage licht van deze lichtenlijn. In 1862 werd dit stenen torentje vervangen door een ijzeren baken. Deze vuurtoren werd ontworpen door Quirinus Harder en gebouwd door de firma Nering Bögel uit Deventer. Het was de tweede gietijzeren vuurtoren van Nederland.
In 1912 werd het licht op de toren gedoofd en vervangen door een opengewerkte betonnen lichtopstand. Dit torentje werd in de Tweede Wereldoorlog vernietigd. De ijzeren vuurtoren zelf werd in 1916 afgebroken.
Sinds 1912 brandde er tevens een verkenningslicht op het Westhoofd.